# Брентвуд (Нью-Гемпшир)
Брентвуд (англ. Brentwood) — місто (англ. town) в США, в окрузі Рокінґгем штату Нью-Гемпшир. Населення — 4490 осіб (2020).

## Демографія
Згідно з переписом 2010 року, у місті мешкало 4486 осіб у 1319 домогосподарствах у складі 1087 родин. Було 1350 помешкань
Расовий склад населення:
| - 96,3 % — білих - 1,0 % — азіатів - 0,7 % — чорних або афроамериканців - 0,1 % — вихідців з тихоокеанських островів - 0,1 % — корінних американців |

До двох чи більше рас належало 1,3 %. Частка іспаномовних становила 1,5 % від усіх жителів.
За віковим діапазоном населення розподілялося таким чином: 26,6 % — особи молодші 18 років, 60,0 % — особи у віці 18—64 років, 13,4 % — особи у віці 65 років та старші. Медіана віку мешканця становила 41,1 року. На 100 осіб жіночої статі у місті припадало 106,1 чоловіків;  на 100 жінок у віці від 18 років та старших — 106,6 чоловіків також старших 18 років.
Середній дохід на одне домашнє господарство  становив 132 364 долари США (медіана — 112 024), а середній дохід на одну сім'ю — 150 230 доларів (медіана — 131 406). Медіана доходів становила 77 426 доларів для чоловіків та 64 946 доларів для жінок. За межею бідності перебувало 2,6 % осіб, у тому числі 0,0 % дітей у віці до 18 років та 9,0 % осіб у віці 65 років та старших.
Цивільне працевлаштоване населення становило 2441 особа. Основні галузі зайнятості: освіта, охорона здоров'я та соціальна допомога — 27,5 %, науковці, спеціалісти, менеджери — 14,3 %, роздрібна торгівля — 10,1 %, виробництво — 9,3 %.